# Eugen Bamann
Eugen Bamann (* 14. Januar 1900 in Gundelfingen; † 13. Februar 1981 in München) war ein deutscher Lebensmittelchemiker und Lehrstuhlinhaber.

## Leben
Eugen Bamann studierte an der Ludwig-Maximilians-Universität München und der Julius-Maximilians-Universität Würzburg Pharmazie, Chemie und Lebensmittelchemie und wurde 1926 als letzter Doktorand des Nobelpreisträgers der Chemie  Richard Willstätter mit seiner Dissertation Beiträge zur Kenntnis der Hefemaltase in München zum Dr. phil. promoviert. Seit 1919 war er Mitglied der katholischen Studentenverbindung KDStV Rheno-Franconia München.
Er habilitierte sich 1931 in München für organische und pharmazeutische Chemie und Toxikologie und wurde 1931 Privatdozent an der Technischen Hochschule Stuttgart. 1933 wurde er Mitglied der SA (Sturm-Abteilung). Von 1935 bis 1941 wirkte er zunächst als außerordentlicher Professor an der Eberhard Karls Universität Tübingen, bevor er 1942 einen Ruf als ordentlicher Professor und Direktor des Pharmazeutischen Instituts der Deutschen Universität Prag annahm. Während seiner Zeit in Tübingen beantragte er am 9. Juni 1937 die Aufnahme in die NSDAP und wurde rückwirkend zum 1. Mai desselben Jahres aufgenommen (Mitgliedsnummer 5.845.511).
Er war der Doktorvater von Elsa Ullmann, die in Tübingen bei ihm promoviert wurde und ihm später als wissenschaftliche Assistentin nach Prag folgte.
Nach der Übergabe des Pharmazeutischen Institutes an die Tschechen nach Ende des Zweiten Weltkrieges wurden Eugen Bamann und Elsa Ullmann verhaftet und in Gefangenschaft gesetzt. Im Mai 1946 wurde Eugen Bamann aus der Gefangenschaft entlassen und kehrte in seine Heimatstadt Gundelfingen zurück.
Im Sommersemester 1948 wurde Eugen Bamann auf das Ordinariat für Pharmazeutische Chemie und Lebensmittelchemie an die Ludwig-Maximilians Universität nach München berufen. Elsa Ullmann wurde seine wissenschaftliche Assistentin. Von 1962 bis 1965 war er Präsident der Deutschen Pharmazeutischen Gesellschaft. 1969 wurde Eugen Bamann emeritiert.
Eugen Bamann wandte sich als erster pharmazeutischer Hochschullehrer biochemischen Fragestellungen zu, wobei er seinen Schwerpunkt auf die Erforschung katalytisch bedingter Vorgänge im Tier- und Pflanzenreich legte.
Er veröffentlichte etwa 200 Publikationen und mehr als 50 Doktoranden promovierten bei ihm. Gemeinsam mit dem schwedischen Forscher Karl Myrbäck gab er 1941 unter Mitwirkung namhafter Wissenschaftler eine Zusammenfassung der damaligen Erkenntnisse zur Enzymchemie heraus.
Im Jahr 1955 wurde er Korrespondierendes Mitglied der Real Academica de Farmacia de Espana, 1958 auswärtiges Mitglied der Académie de Pharmacie de Paris und 1964 erfolgte die Aufnahme in die Accademia di Science mediche e chirurgiche, Sezione di Medizina Napoli. 1957 wurde Eugen Bamann zum Mitglied der Deutschen Akademie der Naturforscher Leopoldina gewählt.
Eugen Bamann wurde mit der Carl-Mannich-Medaille der Deutschen Pharmazeutischen Gesellschaft, der Høst-Madsen-Medaille der Fédération Internationale Pharmaceutique und der Hans-Meyer-Medaille in Gold, der Ehrenmedaille der Deutschen Apotheker, ausgezeichnet.
Im Jahr 1966 wurde er Ehrendoktor der Pariser Universität Sorbonne. In Gundelfingen ist die Professor-Bamann-Straße nach ihm benannt.
Eugen Bamann war Ehrenbürger der Stadt Gundelfingen an der Donau, der er, zweckgebunden mit der Auflage, eine gemeinnützige Stiftung zu errichten, einen Teil seines Besitzes vererbte. Nach den aktuell gültigen Vergaberichtlinien der auf dieser Grundlage gegründeten Professor-Bamann-Studienstiftung kann gefördert werden, wer an einer Universität oder Fachhochschule studiert, eine Techniker-, Meister- oder Fachschule besucht und mindestens seit zwei Jahren in der Stadt Gundelfingen wohnhaft ist.

## Schriften
- Zur Kenntnis der Hefemaltase. Inaugural-Dissertation, Universität München 1926
- mit Karl Myrbäck: Die Methoden der Fermentforschung. 4 Bände, Thieme, Leipzig 1941
- mit Elsa Ullmann: Chemische Untersuchung von Arzneigemischen, Arzneispezialitäten und Giftstoffen. Institut für Pharmazie und Lebensmittelchemie, München 1951
- mit Elsa Ullmann: Chemische Untersuchung von Arzneigemischen, Arzneispezialitäten und Giftstoffen. 2. Auflage, Wissenschaftliche Verlagsgesellschaft, Stuttgart 1960